# Helena Andreeff
Helena Andreeff, född 30 april 1943 i Stockholm, är en svensk konstnär.
Andreef studerade vid Konstfackskolan i Stockholm 1961-1965 och har därefter genomfört projekt- och studieresor runt om i världen. Separat har hon ställt ut på bland annat Norrköpings konstmuseum, Konstnärshuset i Stockholm, Gotlands konstmuseum och Visby domkyrka. Hon har medverkat i Nationalmuseums utställning Unga tecknare, Triennalen i Landskrona, Grässkulpturprojekt i Hammenhög, Kulturverband Treptow i Berlin och utställningen En Var på Kulturhuset i Stockholm. Hennes konst består av sociala porträtt, landskap och mytologiska motiv. För företaget LAMCO utförde hon ett porträtt av president Tubman av Liberia hon utförde även ett porträtt av biskop Tord Harlin i Uppsala. 
Bland hennes offentliga utsmyckningar märks Roslagens Sjukhus i Norrtälje och kvarteret Melonen i Visby. Vid sidan av sitt eget skapande har hon varit verksam som lärare vid Gotlands konstskola och Högskolans Form & Konstruktion. Andreeff är representerad vid Norrköpings konstmuseum, Myntkabinettet, Skissernas museum i Lund, Statens historiska museum ett flertal kommuner och skolor samt vid Visby lasarett.